# پایداری استاتیک طولی

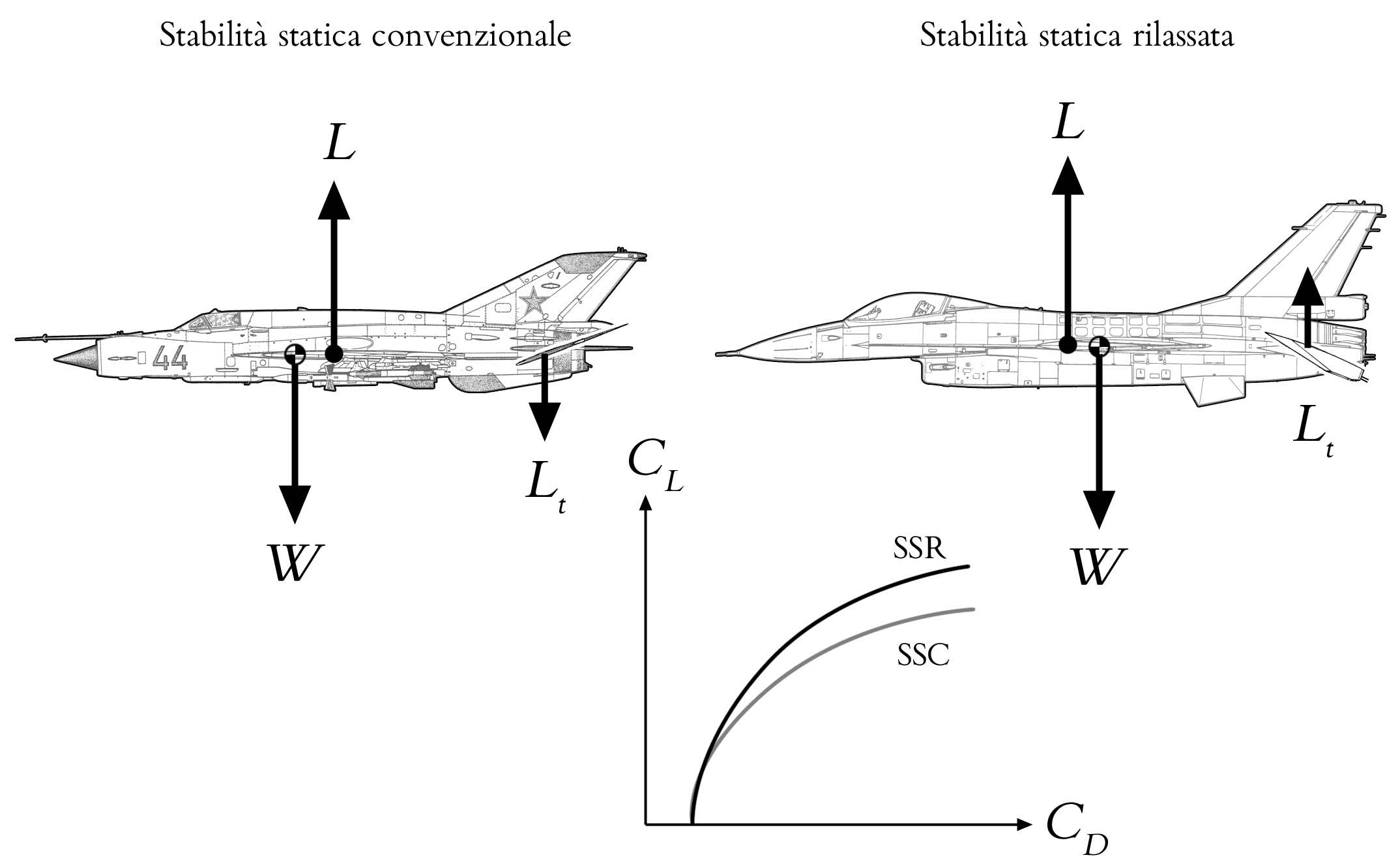
نمودار نیروی یک میگ-۲۱ با پایداری استاتیک معمولی (سمت چپ) و یک اف-۱۶ با پایداری استاتیک آرام (سمت راست)

پایداری استاتیک وضعیتی از هواپیماست که مرکز ثقل کاملاً در جلوی مرکز نیروی برا باشد. چنانچه مرکز ثقل بر روی نقطه خنثی واقع شود، هواپیما دارای پایداری استاتیکی خنثی و چنانچه مرکز ثقل عقب‌تر از مرکز نیروی برا قرار گیرد، هواپیما به صورت طولی ناپایدار خواهد بود.